# بن سیلبرمن
بن سیلبرمن (به انگلیسی: Ben Silbermann) (متولد ۱۴ژوئیه، ۱۹۸۲) میلیاردر کارآفرین اینترنتی آمریکایی است. او هم بنیان‌گذار و مدیر عامل پینترست، یک شبکه ارتباط اجتماعی و یک موتور جستجوی بصری، که به کاربران اجازه سازمان دهی عکس‌ها، لینک‌ها، دستور العمل‌ها و غیره.

## اوایل زندگی
سیلبرمن متولد سال ۱۹۸۲ است. او در شهر دموین، آیووا بزرگ شد. خانواده وی، جین وانگ و نیل سیلبرمن، هر دو چشم پزشک هستند. در سال ۱۹۹۸، سیلبرمن در مؤسسه علوم و تحقیقات در MIT دست پیدا کرد. متعاقباً، از آکادمی مرکزی دز موین و دز موین روزولت در سال ۱۹۹۹ فارغ‌التحصیل شد. او همچنین در بهار ۲۰۰۳ با مدرک علوم سیاسی از دانشگاه ییل فارغ‌التحصیل شد.

## حرفه
پیش از پینترست (که در مارس ۲۰۱۰ راه اندازی شد)، سیلبرمن در تیم تبلیغات گوگل کار می‌کرد. اگرچه پس از مدت کوتاهی او از کار خود استعفا داد و به همراه دوست دوران دانشگاه خود، پاول سیارا شروع به ساخت اپلیکیشن‌های آیفون کرد. بعد از شکست در جذب کاربر برای انتشار نسخه اولیه اپلیکیشن، توتی (Tote)، تیم بنیان‌گذاران با همراه عضو جدید اون شارپ (Even Sharp)، به ایده تولید یک تخته برای پین کردن که در نهایت به نام پینترست شناخته شد رسیدند.
سیلبرمن عنوان کرده که ایده به وجود آمدن پینترست از عشق دوران کودکی او به جمع‌آوری چیزها آمده‌است. او ادعا می‌کند که «جمع‌آوری کردن چیزهای زیادی دربارهٔ اینکه شما واقعاً چه کسی هستید بازگو می‌کند»، و زمانی که آن‌ها به وب نگار کردند «مکانی وجود نداشت که بتوان آن قسمت که وجود شما هست را به اشتراک گذاشت». کمی بعد از ۹ سالگی شروع به کار پینترست، شرکت در تاریخ آوریل ۲۰۱۹ عرضه اولیه خود در بازار سهام را با ارزش گذاری حدوداً ۱۲ میلیارد دلار انجام داد که فراتر از انتظارها بود.

## زندگی شخصی
سیلبرمن با دیوی باسکران (Divya Bhaskaran) ازدواج کرده و صاحب دو فرزند هستند. او ساکن سان فرانسیسکو، کالیفرنیا است. براساس گزارش مجله فوریز دارایی او حدوداً ۱٫۶$ میلیارد دلار تا سال ۲۰۱۸ بود.